# Alligo
Alligo AB (fram till december 2021 Momentum Group AB) är ett svenskt industrihandelsföretag som levererar material, utrustning och tjänster för industri- och byggföretag. Det är sedan 2017 noterat på Stockholmsbörsen.
Alligo grundades som Momentum 1997 och förvärvades 2004 av Bergman & Beving, senare B&B Tools. B&B tools delades 2017 i två separata bolag: Bergman & Beving och Momentum Group.
Momentum Group köpte 2020 Swedol. Ett av företagets varumärken är Björnkläder, som tidigare ägdes av Swedol.
Momentum Group AB bytte namn till Alligo AB i december 2021.